# Lilian Mercedes Letona

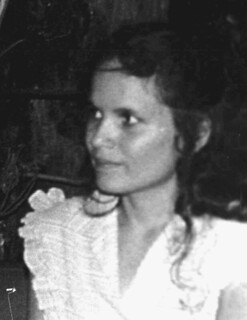
Lilian Mercedes Letona

Lilian Mercedes Letona (* 24. September 1954; † 1. August 1983) war eine salvadorianische Guerillara, kommunistische Revolutionärin und Mitglied der Farabundo Martí National Liberation Front (FMLN). Sie ist auch unter ihrem Kampfnamen Comandante Clelia (dt. Kommandant Clelia) bekannt und nahm am Bürgerkrieg in El Salvador teil.

## Biografie
Lilian Mercedes Letona wurde 1954 in Turín, einer Stadt im Departamento Ahuachapán, als Tochter eines Lehrers und einer Händlerin geboren. Als Mitglied der Studentenbewegung graduierte sie 1972 in Malerei, bevor sie der Ejército Revolucionario del Pueblo, der revolutionären Volksarmee, beitrat. In der Studentenbewegung setzte sie sich für die Aufnahme ihrer Schwester Mercedes del Carmen Letona (Comandante Luisa) ein, welche später die Verantwortung für Radio Venceremos übernahm.
Ab 1973 gliederte Clelia Arbeiter der Fabrik „Cinturón Obrero“ in San Salvador in die im Geheimen agierende Arbeiter-Einheit der ERP ein. Sie trat der städtischen Guerilla-Bewegung bei und nahm an bewaffneten Aktionen sowie der Verbreitung revolutionärer Propaganda teil. Im Januar 1974, im Alter von 19 Jahren, ging sie in den Untergrund um der Strafverfolgung zu entgehen, wo sie beim Aufbau der Partido de la Revolución Salvadoreña (PRS-ERP, dt. Salvadorianische Revolutionspartei) half. Sie wurde 1977 Mitglied des Zentralkomitees der FMLN und war als solches sowohl für die Partei selbst als auch für die Vorbereitungen der Generaloffensive von 1981 in der Stadt San Salvador verantwortlich. Sie wurde am 11. Februar gleichen Jahres verhaftet.
22 Tage lang blieb Clelia im Zuge der Desaparecida in einem Geheimgefängnis der Policía Nacional, in welchem sie vom Internationalen Komitee des Roten Kreuzes gefunden und daraufhin in das Frauengefängnis von Ilopango überstellt wurde. Sie wurde im Juni 1983 durch ein Amnestie-Dekret der ARENA-Regierung von Álvaro Magaña freigelassen. Daraufhin trat sie dem Militärbund Francisco Sánchez der FMLN bei. Wenige Wochen nach ihrer Freilassung starb sie während Gefechtshandlungen.

## Rezeption
- Der Dokumentarfilm Commander Clelia: Political Prisoner aus dem Jahr 1984 basiert auf Interviews mit fünf Frauen, darunter Lilian Letona, welche im salvadorianischen Frauengefängnis von Ilopango inhaftiert waren.[7]
- Ein 1985 erschienenes Lied des salvadorianischen Sängers Eduardo Cutumay Camones trägt den Titel Comandante Clelia. Der Song ist Teil des Albums Por Eso Luchamos.[8]
- Im Lied Figli della stessa rabbia der italienischen Band Banda Bassotti aus dem Jahr 1992 wird Lilian Mercedes Letona als La Comandante Clelia in einer Reihe mit anderen revolutionären Marxisten genannt.[9] Der Song ist Teil des gleichnamigen Albums.[10]